# Rita Zniber
Rita Maria Zniber, née en Novembre 1955, est la PDG de Diana Holding.

## Biographie
Rita Zniber, qui épouse en secondes noces Brahim Zniber, divorcé de Touria Tazi, est héritière du milliardaire et homme d'affaires Brahim Zniber (1921-2016), bâtisseur d'un empire agro-alimentaire et vini-viticole et fondateur de Diana Holding qui porte le nom d'une de leurs filles. 
Administrateur historique de Diana Holding et présidente du Conseil de surveillance jusqu’en avril 2014, elle succède à son mari à la tête de Diana Holding qui revint à sa forme initiale de société anonyme à conseil d’administration en avril 2014, dont elle devint PDG, Brahim Zniber ayant décidé à cette date de prendre définitivement sa retraite.
En 2019, Rita Zniber reçoit les insignes de chevalier de la Légion d’Honneur.
Elle figure à la 33e place du classement du magazine Forbes des 100 femmes d'affaires les plus puissantes de la région Moyen-Orient et Afrique du Nord en 2023.
En février 2023, elle est désignée « Meilleur PDG Africain » par l’Africa Investments Forum & Awards (AIFA).
En janvier 2024, elle est primée à Bruxelles à l’ « European Women’s International Leadership Award » (EWILA),.
En septembre 2024, elle décide de changer la gouvernance de Diana Holding dans le but de préparer une ouverture de capitaux.

## Activités
Rita Zniber est la Présidente fondatrice de l’association "Fondation Rita Zniber", reconnue d’utilité publique en1996, qui milite pour la cause de l’Enfance Privée de Famille depuis mai 1982 .